# Inicialização múltipla

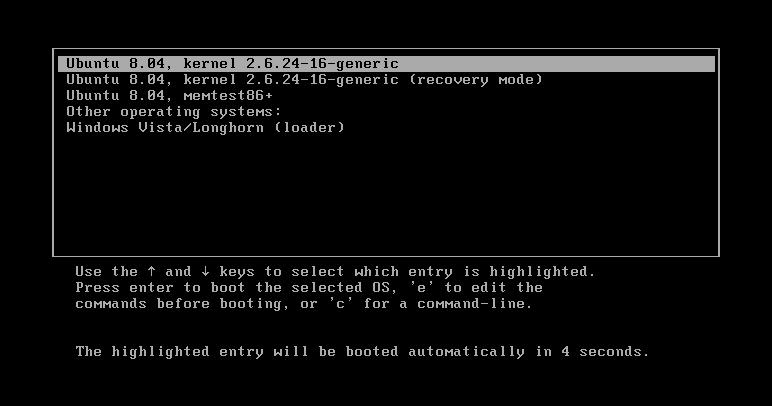
Grande carregador de inicialização unificado (Gr.C.U.), com entradas para o Ubuntu e o Windows Vista, um exemplo de inicialização dupla.

A inicialização múltipla é o ato de instalar vários sistemas operacionais em um único computador e poder escolher qual inicializar. O termo inicialização dupla refere-se à configuração comum de dois sistemas operacionais específicos. A inicialização múltipla pode exigir um carregador de inicialização personalizado.

## Uso
A inicialização múltipla permite que mais de um sistema operacional resida em um computador; por exemplo, se um usuário tiver um sistema operacional principal que usa com mais frequência e um sistema operacional alternativo que usa com menos frequência. A inicialização múltipla permite que um novo sistema operacional configure todos os aplicativos necessários e migre dados antes de remover o sistema operacional antigo, se desejado. Outro motivo para a inicialização múltipla pode ser investigar ou testar um novo sistema operacional sem alternar completamente.
A inicialização múltipla também é útil em situações em que softwares diferentes exigem sistemas operacionais diferentes. Uma configuração de inicialização múltipla permite que um usuário use todos esses softwares em um computador. Isso geralmente é feito usando um carregador de inicialização, como o NTLDR, o Carregador do Linux (Ca.Li.) ou o Grande carregador de inicialização unificado (Gr.C.U.), que podem inicializar mais de um sistema operacional.
A inicialização múltipla também é usada por desenvolvedores de softwares quando vários sistemas operacionais são necessários para fins de desenvolvimento ou teste. Ter esses sistemas em uma máquina é uma forma de reduzir os custos de hardware.
A inicialização múltipla também permite que os usuários alternem entre sistemas dedicados privados e de trabalho para manter a integridade dos acessos e a separação entre dois ambientes dos usuários, mesmo se os mesmos sistemas operacionais forem usados para cada um deles.
Uma alternativa possível à inicialização múltipla é a virtualização, em que um hipervisor é usado para hospedar uma ou mais máquinas virtuais que executam sistemas operacionais convidados.

## Questões técnicas

### Número de sistemas operacionais por volume (unidade lógica)
Em uma configuração de inicialização dupla do Sistema operacional/2 (S.O./2), a unidade C pode conter o Sistema operacional de disco (S.O.D.) e o Sistema operacional/2 (S.O./2). O usuário emite o comando BOOT da linha de comando do Sistema operacional de disco (S.O.D.) ou do Sistema operacional/2 (S.O./2) para fazer as operações necessárias de cópia, movimentação e renomeação e, em seguida, reinicializar o sistema especificado na unidade C:. Outros sistemas fornecem mecanismos semelhantes para sistemas alternativos na mesma unidade lógica.

### Número de sistemas operacionais por dispositivo de armazenamento
Em um computador com inicialização múltipla, cada um dos vários sistemas operacionais pode residir em seu próprio dispositivo de armazenamento ou alguns dispositivos de armazenamento podem conter mais de um sistema operacional em diferentes partições. O carregador de inicialização dentro do, ou carregado pelo, registro de inicialização mestre exibe um menu de unidades lógicas e carrega o carregador de inicialização selecionado a partir do registro de inicialização de volume dessa unidade.
Um exemplo de computador com um sistema operacional por dispositivo de armazenamento é um computador de inicialização dupla que armazena o Windows em uma unidade de disco e o Linux em outra unidade de disco. Nesse caso, um carregador de inicialização de inicialização múltipla não é estritamente necessário porque o usuário pode optar por entrar na configuração do sistema básico de entrada e saída (S.B.E.S.) imediatamente após a inicialização e fazer a unidade desejada ser a primeira da lista na ordem de inicialização. No entanto, é mais conveniente ter um carregador de inicialização de inicialização múltipla em uma das unidades, configurar o sistema básico de entrada e saída (S.B.E.S.) uma vez para sempre iniciar a inicialização (ou seja, carregar o carregador de inicialização) dessa unidade e permitir que o usuário escolha um sistema operacional a partir do menu desse carregador de inicialização. Nenhum particionamento de disco especial é necessário quando cada sistema operacional possui sua própria unidade de disco dedicada.
Um exemplo de um computador com vários sistemas operacionais por dispositivo de armazenamento é um computador de inicialização dupla que armazena o Windows e o Linux na mesma unidade de disco, mas onde o sistema básico de entrada e saída (S.B.E.S.) do sistema não permite que o usuário inicialize unidades e partições individuais. Nesse caso, é necessário um carregador de inicialização de inicialização múltipla. Além disso, o disco deve ser particionado para dar a cada sistema operacional sua própria partição na unidade de disco. Isso é necessário porque cada sistema possui seu próprio conjunto de arquivos e instruções de operação. Além disso, quando um sistema operacional completamente separado é usado, as partições podem precisar ser formatadas para um formato diferente. Por exemplo, se você pretende instalar o Windows e o Linux, a partição do Windows provavelmente será formatada no formato do novo sistema de tecnologia de arquivos (N.S.T.A.) e a partição do Linux provavelmente será formatada no formato de arquivo do quarto sistema de arquivos estendido (ext4), pois (por padrão) o Windows não pode ser executado no quarto sistema de arquivos estendido (ext4) e o Linux não pode ser executado no novo sistema de tecnologia de arquivos (N.S.T.A.). No entanto, por exemplo, se um usuário pretende inicializar duas versões do Windows (ou seja, o Windows 7 e o Windows Vista) ou duas versões do Linux (ou seja, o Linux Mint e o Linux Ubuntu), o mesmo sistema de arquivos (por exemplo, o novo sistema de tecnologia de arquivos (N.S.T.A.) para os Windows ou o quarto sistema de arquivos estendido (ext4) para os Linux) pode ser usado em ambas as unidades e partições.

### Particionamento
O conceito básico envolve o particionamento de um disco para acomodar cada instalação planejada, geralmente incluindo partições separadas para a inicialização, a raiz, o armazenamento de dados e as cópias de segurança .[carece de fontes?]

### Carregador do registro de inicialização mestre[l]
Um carregador do registro de inicialização mestre, como o Air-Boot, substitui o código de inicialização padrão na trilha 0 por um código que exibe um menu de seleção e carrega o sistema selecionado. Alguns, por exemplo, o Air-Boot, podem ser configurados automaticamente ou pelo usuário no momento da inicialização, em vez de exigir um menu de configuração externo.

### Carregadores de inicialização doLinux
Os carregadores de inicialização do Linux, como o Grande carregador de inicialização unificado (Gr.C.U.) e o Carregador do Linux (Ca.Li.), podem residir no registro mestre de inicialização ou em um registro de inicialização de partição (R.I.P.). Eles usam arquivos de configuração no diretório /boot para controlar seus menus de seleção.

### Gerenciador de inicialização do Sistema operacional/2 (S.O./2[c])
O gerenciador de inicialização do Sistema operacional/2 (S.O./2) deve ser instalado em uma partição primária. Os utilitários de particionamento do Sistema operacional/2 (S.O./2) podem configurar até quatro sistemas no menu, cada um dos quais pode estar em uma partição primária ou em um volume lógico dentro da partição lógica estendida. É possível incluir um carregador de inicialização como o Grande carregador de inicialização unificado (Gr.C.U.) no menu do gerenciador de inicialização do Sistema operacional/2 (S.O./2) e é possível incluir o gerenciador de inicialização do Sistema operacional/2 (S.O./2) no menu em outro carregador de inicialização. Carregadores de inicialização mais novos, como o Air-Boot, o Grande carregador de inicialização unificado (Gr.C.U.) e o Carregador do Linux (Ca.Li.), oferecem mais flexibilidade.

### WindowseLinux
Uma configuração popular de inicialização múltipla é a inicialização dupla dos sistemas operacionais Linux e Windows, cada um contido em sua própria partição. O Windows não facilita nem oferece suporte a sistemas de inicialização múltipla, além de permitir instalações específicas de partição, e nenhuma opção de carregador de inicialização é oferecida. No entanto, a maioria dos instaladores Linux atuais acomodam inicialização dupla (embora seja desejável algum conhecimento de partições). Normalmente, as instalações prosseguem sem incidentes, mas ao reiniciar, o carregador de inicialização reconhecerá apenas um dos dois sistemas operacionais.
Existem algumas vantagens em instalar um gerenciador/carregador de inicialização do Linux (geralmente o Grande carregador de inicialização unificado (Gr.C.U.)) como o carregador de inicialização primário apontado pelo registro mestre de inicialização Os sistemas operacionais Windows serão encontrados pelos carregadores de inicialização do Linux, se devidamente instalados, mas os gerenciadores de inicialização do Windows não reconhecem (automaticamente) as instalações do Linux (nem o Windows lida nativamente com alguns dos sistemas de arquivos do Linux). O código de inicialização do registro mestre de inicialização pode ser copiado e restaurado com o dd, disponível em muitas das distribuições do Linux, como na SystemRescue por exemplo.
Geralmente é recomendado que o Windows seja instalado na primeira partição primária. Os carregadores de inicialização do Windows e do Linux identificam as partições com um número derivado da contagem das partições. (Observe que tanto o Windows quanto o Linux contam as partições de acordo com a ordem das partições na tabela de partições, que pode ser diferente da ordem das partições no disco.) Adicionar ou excluir uma partição no final de um disco rígido não tem efeito em nenhuma partição anterior à ela. No entanto, se uma partição for adicionada ou excluída no início ou no meio de um disco rígido, a numeração das partições subsequentes poderá ser alterada. Se o número da partição do sistema for alterado, será necessário reconfigurar o carregador de inicialização para que um sistema operacional inicialize e funcione corretamente.
O Windows deve ser instalado em uma partição primária (e em sistemas mais antigos esta deve ser a primeira partição). O Linux pode ser instalado em uma partição em qualquer posição no disco rígido e também pode ser instalado em partições lógicas (dentro da partição estendida). Se o Linux estiver instalado em uma partição lógica dentro da partição estendida, ele não será afetado por alterações nas partições primárias.

### Registro de inicialização mestre[l]neutro
Uma alternativa para armazenar o Grande carregador de inicialização unificado (Gr.C.U.) no registro mestre de inicialização é manter o código de inicialização do Windows ou outro código de inicialização de computador pessoal (C.P.) genérico no registro mestre de inicialização e instalar o Grande carregador de inicialização unificado (Gr.C.U.) ou outro carregador de inicialização em uma partição primária diferente da do Windows, mantendo assim o registro mestre de inicialização neutro. A seleção do sistema operacional no momento da inicialização, consequentemente, depende do carregador de inicialização configurado na partição primária que possui o sinalizador de "inicialização" ou "ativo" definido em sua entrada da tabela de partição, que pode ser um carregador de inicialização do Sistema operacional de disco (S.O.D.), do Sistema operacional/2 (S.O./2), do eComStation, do ArcaOS ou da Distribuição de software da Berkeley (D.S.B.) , além do Linux ou do Windows.
Com o sinalizador de inicialização ("inicialização/ativa") definido no Windows primário, o gerenciador de inicialização do Windows pode ser usado para carregar em sequência [en] outro carregador de inicialização instalado, através do uso de um programa como o EasyBCD [en]. Isso significa que o gerenciador de inicialização da partição ativa primeiro solicitará ao usuário a seleção de qual sistema operacional inicializar, depois carregará outro, se necessário, como o Grande carregador de inicialização unificado (Gr.C.U.), até mesmo um carregador de inicialização instalado em uma partição lógica e, em seguida, o Grande carregador de inicialização unificado (Gr.C.U.) carregará o núcleo  do Linux como normalmente faria se o Grande carregador de inicialização unificado (Gr.C.U.) tivesse sido instalado no registro mestre de inicialização.
A partição ativa também pode ser aquela que não existe para nenhum outro propósito além de escolher um sistema operacional para inicializar, como o gerenciador de inicialização fornecido com o Sistema operacional/2 (S.O./2) Warp da Corporação internacional de máquinas de negócios (I.M.N.) e seus derivados.

### Boot campdaApple
O Boot camp permite que os proprietários de computadores Macintosh da Apple baseados em arquitetura da Intel [en] instalem os Windows XP, Vista, 7, 8 e 10 em seus Macs. O software vem com o Mac OS X desde a versão 10.5 (Leopard). Anteriormente, o aplicativo estava disponível na versão beta para download no site da Apple.
O Boot camp permite particionamento não destrutivo de disco e redimensionamento de sistemas de arquivos do Sistema de arquivos hierárquico (S.A.H.) +, opções de menu de inicialização e uma opção para gravar um disco compacto (D.C. com os drivers de dispositivos necessários. Como o Windows XP é incompatível com a interface de firmware extensível (a sucessora do sistema básico de entrada e saída (S.B.E.S.) de legado), o firmware nos primeiros Macs Intel precisa ser atualizado primeiro para oferecer suporte à emulação do sistema básico de entrada e saída (S.B.E.S.. A emulação do sistema básico de entrada e saída (S.B.E.S. é obtida com um módulo de suporte de compatibilidade (M.S.C.). A Apple não oferece suporte a formatos ou drivers de partição que não sejam do Windows, portanto, a configuração de outros sistemas operacionais não é possível diretamente pelo próprio Boot camp. No entanto, qualquer sistema operacional que possa utilizar a emulação de sistema básico de entrada e saída (S.B.E.S.) do Macintosh Intel pode funcionar, incluindo versões do Windows que não são XP. A distribuição Linux Ubuntu é particularmente popular para esse propósito porque oferece a opção de usar drivers de dispositivos proprietários junto com drivers de código aberto.